# 視床下部-下垂体-副腎系

HPA軸。CRH（副腎皮質刺激ホルモン放出ホルモン）, ACTH（副腎皮質刺激ホルモン）が働く。

視床下部-下垂体-副腎系。英語の頭文字からHPA軸ともいう。

視床下部-下垂体-副腎系（ししょうかぶ かすいたい ふくじんけい、英: hypothalamic-pituitary-adrenal axis）は、ストレス応答や免疫、摂食、睡眠、情動、繁殖性行動、エネルギー代謝などを含む多くの体内活動に関して、視床下部、下垂体、副腎の間でフィードバックのある相互作用を行い制御している神経内分泌系。HPA軸（HPAじく）、HPA系（HPAけい）ともいう。
サーカディアンリズムとも関係する。
HPA軸、HPG軸、HPT軸の3つは、視床下部と下垂体が神経内分泌機能を指令する経路である。

## 解剖学
- 視床下部の室傍核には、バソプレシンと副腎皮質刺激ホルモン放出ホルモン（CRH）を合成・分泌する神経分泌ニューロンが存在する。この2つのペプチドは、以下の調節を行う。
  - 脳下垂体前葉の制御。特にCRHとバソプレシンは、副腎皮質刺激ホルモン（ACTH, 別名コルチコトロピン）の分泌を促進する。ACTHは、副腎皮質に作用する。
  - 副腎皮質は、ACTHの刺激に応答して糖質コルチコイドホルモン（ヒトでは主にコルチゾール）を産生する。糖質コルチコイドは、視床下部と下垂体に負のフィードバックサイクルで作用する（CRHとACTHの産生を抑制する）。

## 疾患
HPA軸の関連する、代表的な疾患には以下のものがある。
| 疾患名           | 疾患部   | 疾患部                   |
| 疾患名           | 疾患組織 | ホルモン                 |
| ---------------- | -------- | ------------------------ |
| 急性副腎不全     | 副腎皮質 | 副腎皮質ホルモン分泌低下 |
| アジソン病       | 副腎皮質 | 副腎皮質ホルモン分泌低下 |
| クッシング症候群 | 副腎皮質 | 糖質コルチコイド分泌過剰 |

その他、HPA軸と関連があるとされる疾患には以下のものがあり、いずれもコルチゾール値が高いと報告されている。
- うつ病[1]、糖尿病[2]、メタボリック症候群[3]

## ストレス
HPA軸は、不安障害、双極性障害、不眠症、心的外傷後ストレス障害、境界性人格障害、ADHD、大うつ病、燃え尽き症候群、慢性疲労症候群、線維筋痛症、過敏性腸症候群、アルコール依存症など、気分障害および機能性疾患の神経生物学に関与している 。 これらの疾患の多くにルーチン処方されている抗うつ剤は、HPA軸機能を調整する役割を果たす。